# مفارقة صالون الحلاقة
مفارقة صالون الحلاقة اقترحت من قبل لويس كارول في مقالة تحتوي على ثلاث صفحات بمسمى «مفارقة منطقية» حيث ظهرت في يوليو 1894 مسألة العقل. الأسم يأتي من 'oranmental' قصة قصيرة استخدمها كارول في توضيح المفارقة (رغم أنها ظهرت عدة مرات في مصطلحات تجريدية في مراسلة وكتاباته قبل ان تنشر القصة) كارول قال انها فسرت «صعوبة حقيقية في نظرية الافتراضات» في ذلك الوقت. المنطقيين الحديثين لم يعتبروه كمفارقة بل كخطأ منطقي قام به كارول.

## المفارقة
اختصاراً، القصة كالتالي: الخال جوي والخال جيم سيذهبون إلى صالون الحلاقة